# Haemoproteus prognei
Espèce
Haemoproteus prognei est une espèce d'Apicomplexa de l'ordre des Haemospororida.
Il parasite les oiseaux, comme l'Hirondelle noire (Progne subis) ou l'Hirondelle de fenêtre (Delichon urbicum).